# Christophe Lemaitre
Christophe Lemaitre, född 11 juni 1990, är en fransk sprinter. Han har ett personligt rekord på 9,92 på 100 meter som han sprang på den 29 juli 2011 i Albi. Under sommaren den 8 juli 2010 blev han den förste vite sprintern att under godkända förhållanden springa 100 meter på under 10 sekunder då han noterade 9,98. Den 28 juli 2010 vann han 100 meter i Europamästerskapen i friidrott 2010 i Barcelona med tiden 10,11 och några dagar senare vann han dessutom 200m och 4x100m.
Hans personliga rekord på 200 meter är 19,80, satt 3 september 2011, på världsmästerskapen i Daegu.
Han innehar det franska rekordet både på 100 och 200m.
Lemaitre tog brons i 200m efter Usain Bolt och Andre De Grasse vid OS i Rio 2016 efter att ha slagit britten Adam Gemili med endast tre tusendelar. 